# Stazione di Siliqua (FMS)
La stazione di Siliqua delle Ferrovie Meridionali Sarde era una stazione ferroviaria a servizio del comune di Siliqua, capolinea della dismessa ferrovia a scartamento ridotto per Calasetta.

## Storia

Panorama della stazione (sulla destra) nei primi anni di attività. Riconoscibili sulla sinistra le strutture della stazione FS.

Già raggiunto dalla ferrovia Decimomannu-Iglesias nella seconda metà dell'Ottocento, l'abitato di Siliqua si ritrovò ad essere preso in considerazione come possibile capolinea in uno dei due progetti riguardanti la realizzazione della rete ferroviaria a scartamento ridotto del Sulcis-Iglesiente a inizio Novecento. Tale progetto, che poi fu quello prescelto, prevedeva un nodo di interscambio tra la nuova linea ferroviaria e la rete a scartamento ordinario proprio a Siliqua, fatto che portò alla costruzione negli anni venti del Novecento di una nuova stazione ferroviaria nel centro abitato dinanzi al preesistente scalo delle Ferrovie dello Stato. 
La Ferrovie Meridionali Sarde, società a cui furono affidate la costruzione e la gestione della nuova linea ferroviaria tra Siliqua e Calasetta, completò i lavori nel 1926, ed il 13 maggio di quell'anno la stazione FMS di Siliqua, insieme all'intera rete ferroviaria delle Meridionali Sarde, venne inaugurata, per poi iniziare la normale attività 10 giorni dopo. Come tutte le stazioni realizzate dalle FMS contemporaneamente alla costruzione della propria rete ferroviaria, anche la stazione siliquese fu decorata dal pittore Stanis Dessy.

La stazione negli anni venti, con in primo piano le strutture dello scalo merci, all'epoca importante crocevia di interscambio con la rete FS

Nei primi decenni di attività la stazione di Siliqua fu per le Ferrovie Meridionali Sarde il più attivo tra i due scali di interscambio con la rete FS presenti in origine sulla rete(l'altro ad Iglesias, si aggiungerà Carbonia per le sole merci nel 1956), grazie anche alla minor distanza della stazione FS locale da Cagliari. Tale ruolo però verrà progressivamente perso a causa dell'incremento di merci e passeggeri causato dal forte sviluppo che ebbe il settore carbonifero e minerario nel Sulcis-Iglesiente dagli anni trenta in poi. Nonostante ciò l'impianto di Siliqua continuò in quei decenni ad essere un attivo crocevia per merci ed abitanti che dal Basso Sulcis dovevano raggiungere Cagliari e altre zone della Sardegna, ed in più occasioni, sia prima che dopo il secondo conflitto mondiale, fu proposta la costruzione di una nuova ferrovia che da questa stazione raggiungesse quella di Villacidro, per creare un unico tronco a scartamento ridotto con le linee delle Ferrovie Complementari della Sardegna situate nella parte sud dell'isola, dando inoltre la possibilità di un collegamento senza variazioni di scartamento, seppur di maggior lunghezza, tra la rete FMS e Cagliari. Tale fatto non andò oltre la fase propositiva, e la chiusura della ferrovia Isili-Villacidro nel 1956 pose fine a tale progetto.
L'attività ferroviaria nella stazione di Siliqua proseguì sino al 13 luglio 1968, data di sospensione provvisoria del servizio ferroviario tra questo impianto e la stazione di Narcao, dovuto alla realizzazione della diga di Bau Pressiu, il cui bacino artificiale avrebbe poi sommerso un breve tratto di ferrovia tra gli scali di Campanasissa e Terrubia. Per questo sino alla realizzazione di una variante che aggirasse a monte il nuovo lago artificiale, le relazioni tra Siliqua e Narcao furono espletate da autolinee sostitutive, che si attestarono nel piazzale della stazione FMS di Siliqua.

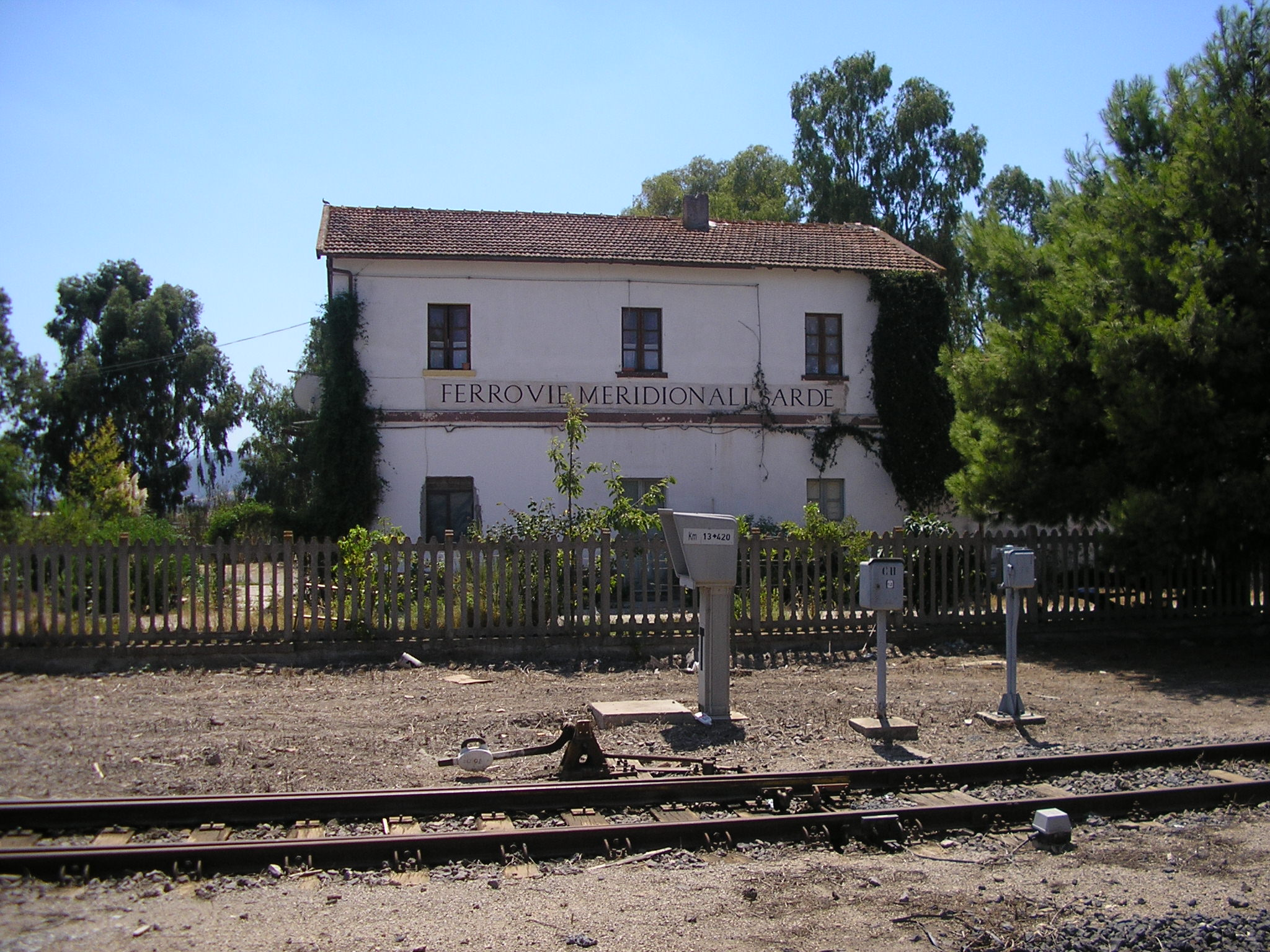
Lo scalo venne chiuso nel 1968: quella che doveva essere una cessazione provvisoria dell'esercizio si rivelerà definitiva sei anni più tardi

La situazione del tronco ferroviario tra Siliqua e Narcao restò invariata per i 6 anni successivi, in cui la variante di Bau Pressiu non andò oltre la fase progettuale. Nel 1974 infine si giunse alla decisione di chiudere definitivamente l'intera rete FMS a partire dal 1º settembre di quello stesso anno, convertendo le relazioni in autocorse sostitutive, sempre a cura delle Ferrovie Meridionali Sarde. Ciò comportò la definitiva chiusura al traffico della stazione FMS siliquese, che continuò a funzionare per qualche tempo come capolinea delle autocorse della ex concessionaria ferroviaria, prima che questa spostasse la propria fermata terminale all'altra estremità dell'area ferroviaria di Siliqua, nella zona del parcheggio della stazione FS.
In seguito le strutture dell'impianto furono alienate a privati per usi abitativi.

## Strutture e impianti
Dopo la chiusura della rete ferroviaria delle FMS, l'area della stazione è stata completamente disarmata e destinata in un secondo momento a fini non correlati ai servizi di trasporto.
Durante gli anni di attività dell'impianto e della ferrovia, la stazione presentava dinanzi al lato sud del fabbricato viaggiatori un fascio composto da 4 binari, di cui due terminavano tronchi a pochi metri dalla SS 293, costituendo l'estremo settentrionale della linea. Tali binari riportavano inoltre progressiva negativa (l'origine della Siliqua-San Giovanni Suergiu-Calasetta coincideva infatti con l'asse del fabbricato viaggiatori di Siliqua) e si estendevano ulteriormente per circa 170 m dalla progressiva iniziale. Dello stesso fascio faceva parte un quinto binario tronco, che terminava dinanzi al magazzino merci e al piano caricatore della stazione, da cui si distaccava un ulteriore tronchino il cui fine corsa si trovava sul lato corto di quest'ultima struttura.
Dal più periferico dei binari della stazione si aveva accesso alle infrastrutture di ricovero e di manutenzione dello scalo: questo fascio comprendeva due binari tronchi terminanti all'interno del deposito locomotive dell'impianto (uno dei quali raggiungeva inoltre una piccola officina), più un terzo binario tronco utilizzato in particolare per l'accesso alla piattaforma girevole impiegata per l'inversione del senso di marcia del materiale di trazione. Il traffico nell'impianto era gestito dal Dirigente Movimento della stazione.

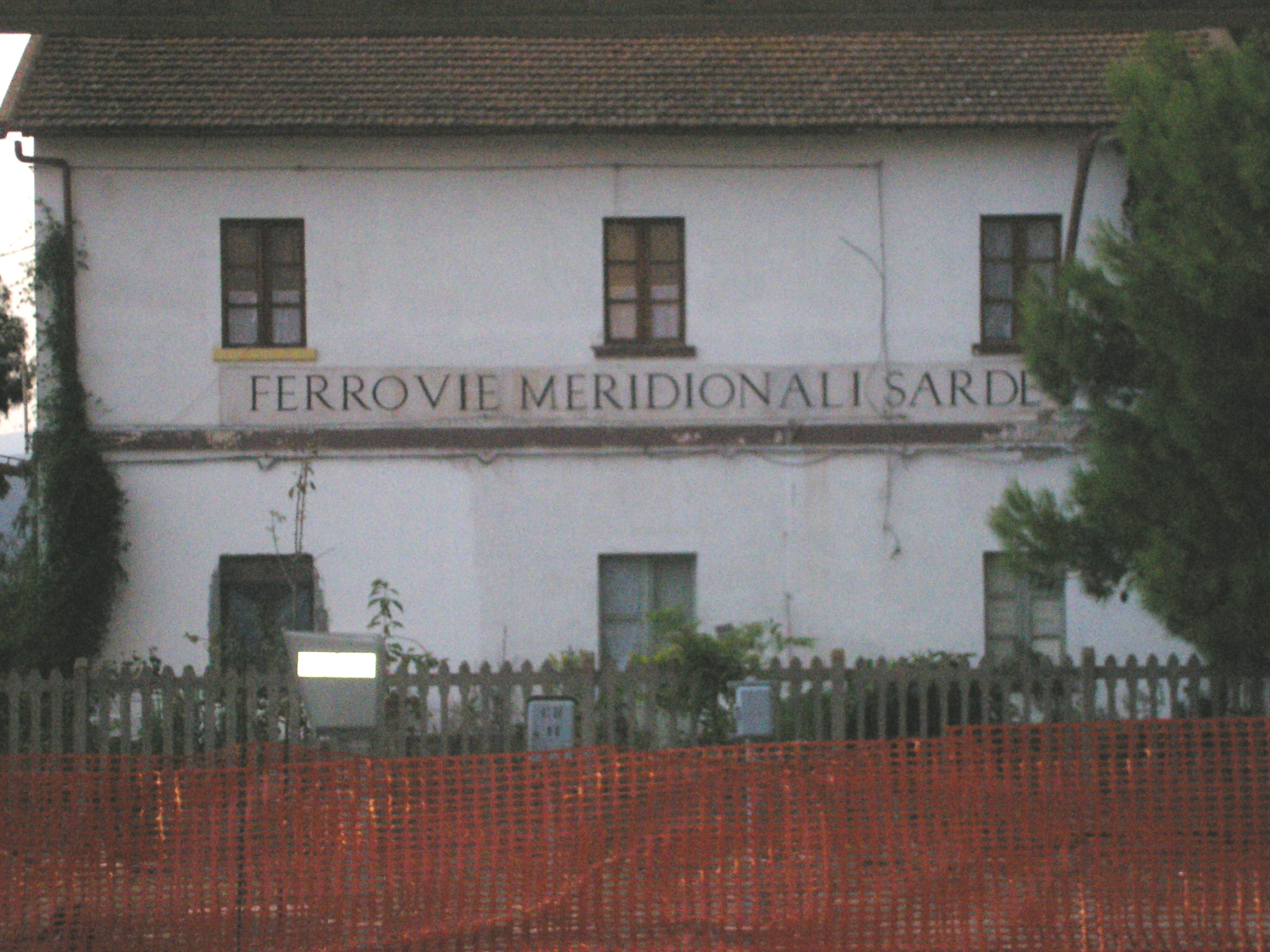
Il lato del fabbricato viaggiatori che dava verso la stradina di accesso all'impianto e alla stazione FS: la costruzione rientrava tra gli edifici viaggiatori di II classe delle FMS

L'area ferroviaria dell'impianto confinava a nord con la stazione FS di Siliqua: per permettere l'interscambio tra i due vettori, sul lato nord del piano caricatore dello scalo (dotato di una copertura per poter lavorare anche in condizioni meteorologiche avverse) si attestarono due binari tronchi a scartamento ordinario, terminanti dinanzi alla strada di accesso alla stazione. Altri due binari delle FS terminavano ad ovest del piano caricatore.
Per quanto riguarda gli edifici di stazione il fabbricato viaggiatori di Siliqua fu realizzato secondo i canoni delle stazioni di seconda classe delle FMS: si tratta di un edificio a due piani a pianta rettangolare, con 3 luci sui lati lunghi. Attaccato sul lato ovest trovava posto il magazzino merci dell'impianto, con annesso piano caricatore, raggiunto come detto da binari tronchi sia delle FMS (sul lato ovest e sud) che delle FS (lato ovest e nord). L'attività in quest'area che costituiva lo scalo merci della stazione oltre al trasporto di beni da e verso l'abitato di Siliqua riguardava l'interscambio merci tra il Sulcis (soprattutto la parte meridionale di questo territorio) ed il resto della Sardegna, in particolare con il cagliaritano. 
I servizi igienici erano ospitati su un piccolo fabbricato a pianta quadrata ad est dell'edificio viaggiatori.
All'altro capo del fascio binari trovava posto la rimessa locomotive (con annessa officina) della stazione, oltre alla torre dell'acqua per il rifornimento idrico delle locomotive a vapore. Infine nella parte est dei binari fu realizzata una casa cantoniera doppia.

## Movimento
La stazione fu chiusa al servizio ferroviario il 13 luglio 1968, in precedenza era servita dai treni regionali delle FMS.

## Servizi
Durante l'attività ferroviaria la stazione fu dotata dei seguenti servizi agli utenti:
- Biglietteria a sportello
- Sala d'attesa
- Servizi igienici

## Interscambi

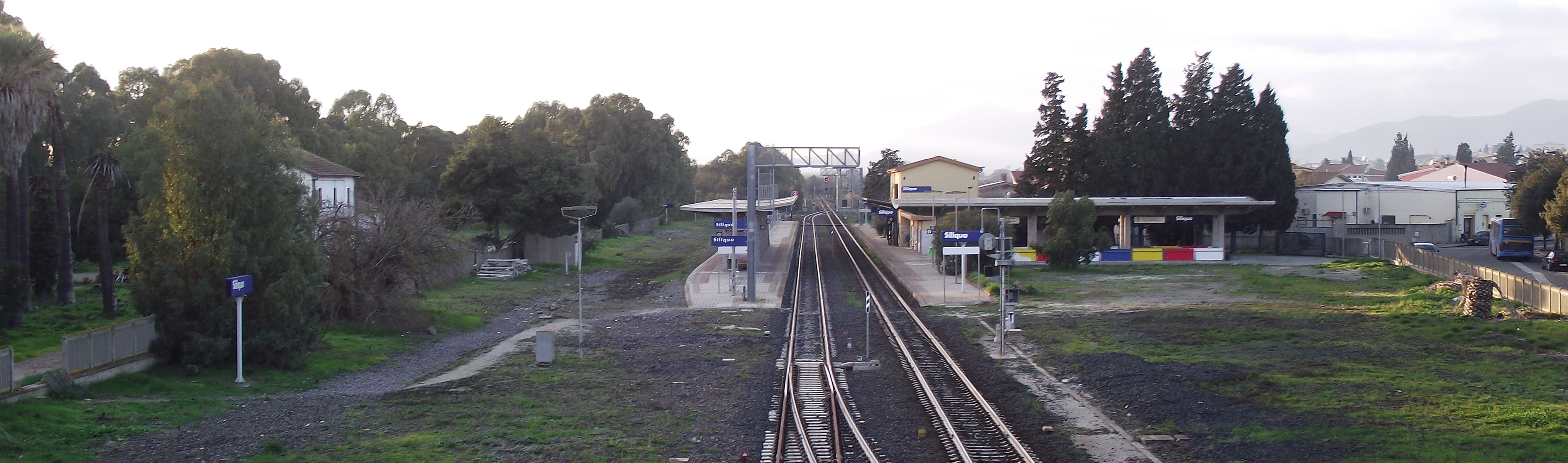
Vista delle due stazioni di Siliqua: in primo piano quella RFI (gruppo FS), ancora attiva, e sulla sinistra il fabbricato viaggiatori del dismesso scalo FMS.

Attiva sia prima che dopo la chiusura dello scalo FMS, la vicina stazione del gruppo FS di Siliqua viene servita dai treni regionali di Trenitalia diretti verso il Cagliaritano ed il Sulcis-Iglesiente passanti lungo la ferrovia Decimomannu-Iglesias. Dinanzi ad essa è presente anche una fermata degli autoservizi dell'ARST (società che ha assorbito le FMS nel 2008), capolinea delle autolinee sostitutive che in origine si attestavano nella stazione FMS, e che raggiungono le località un tempo collegate dalla ferrovia per Calasetta.
- Stazione di Siliqua (RFI)
- Fermata autobus